# Peritrichia cinerea
Peritrichia cinerea är en skalbaggsart som beskrevs av Olivier 1789. Peritrichia cinerea ingår i släktet Peritrichia och familjen Melolonthidae. Inga underarter finns listade i Catalogue of Life.